# Louis-Germain Petitain
Louis-Germain Petitain, né le 17 février 1765 à Paris où il est mort le 12 septembre 1820, est un homme de lettres français.

## Biographie
Après ses études au collège Mazarin, les événements de la Révolution française ont déterminé Petitain à se faire inscrire parmi les avoués près du tribunal civil du département de la Seine, dont il a peu exercé les fonctions, préférant la carrière administrative.
Il a été employé dans l’administration des domaines nationaux, puis attaché comme secrétaire à Regnaud de Saint-Jean d'Angély, et à Louis Chicoilet de Corbigny, préfet du département de Loir-et-Cher. Il a ensuite été employé dans l’administration française de Trèves et de Westphalie, et enfin sous-chef dans les bureaux de l’octroi de Paris, emploi qu’il occupait encore lorsqu’il est mort.
Comme érudit, on lui doit une édition que Petitain donna des Œuvres de J. J. Rousseau, Paris, Lefebvre, 22 vol. in-8°, 1819-182°. Il a également collaboré à différents journaux et recueils périodiques, tels que la Décade philosophique, le Journal de Paris, les Mémoires d’économie publique, de morale et de politique, rédigés par M. Raderer, etc.
Beuchot a dressé, dans le Journal de la librairie de 1820, p. 617-620, la liste des ouvrages de Petitain, qui a également écrit sous le nom de plume de Malô-Cloud Polichinelle.

## Publications
- Un mot pour deux individus auxquels personne ne pense, et auxquels il faut penser une fois, Paris, an 5, in-8°.
- Les Français à Cythère, pièce héroïque en un acte et en prose, mêlée de chantsPièce non représentée que l’auteur a fait imprimer, en 1798, in-8°.
- Mémoire sur cette question proposée par l’Institut national : l’Émulation est-elle un bon moyen d’éducation ?Première mention honorable dans la séance publique de l’institut du 15 messidor an 9 (1801), et imprimé, la même année, in-8°.
- Quelques contes, par G. P., 15 p., in-8°.
- Annuaires du département de Loiret-Cher, pour les années 1806 à 1812.
- Lettre de Polichinelle à ses compères du Comité des finances, offrant un moyen sûr de rembourser les assignats et de libérer l'État, sans bourse délier, 1795.Écrit sous le nom de plume de de Malô-Cloud Polichinelle.